# IRAS (satelliet)
De Infrarood Astronomische Satelliet (afgekort IRAS, Engelse naam Infrared Astronomical Satellite) was een zeer succesvolle satelliet voor het waarnemen van infraroodstraling die gelanceerd werd op 26 januari 1983 en die bijna tien maanden actief bleef tot 23 november 1983. IRAS voerde de eerste 'all sky survey' uit in het infrarode deel van het spectrum. Met de resultaten werd de eerste hemelatlas van infrarode stralingsbronnen samengesteld. De missie stond onder leiding van Gerry Neugebauer, Reinder van Duinen, en Harm Habing.

## Internationale samenwerking
Het project was een samenwerkingsverband tussen de Verenigde Staten, Nederland en het Verenigd Koninkrijk. De Amerikaanse bijdrage werd gecoördineerd vanuit de Amerikaanse ruimtevaartorganisatie NASA, die zorgde voor het ontwerp en ontwikkeling van de telescoop, met als hoofdaannemer de firma Ball Aerospace uit Boulder in Colorado. De gedetailleerde uitwerking van de ontvangen wetenschappelijke gegevens werd verzorgd door NASA's JPL.
De Nederlandse bijdrage werd gecoördineerd door de Nederlandse ruimtevaartorganisatie NIVR, die instond voor de levering van het feitelijke ruimtevoertuig, de samenbouw en test van de hele satelliet en de vluchtoperaties. Hoofdaannemers voor het Nederlandse deel waren Fokker Space en Hollandse Signaal, dat destijds een onderdeel van Philips was. Zij werden ondersteund door het NLR, wat zorg droeg voor het applicatie-deel van de vluchtsoftware, het testen van de geïntegreerde satelliet en de uitvoering van de vluchtoperaties.

De Britse bijdrage werd gecoördineerd door de Science and Engineering Research Council (SERC) die instond voor het opzetten van het grondsysteem benodigd voor het volgen van de satelliet en de initiële uitwerking van de ontvangen wetenschappelijke gegevens. Hoofdaannemer hiervoor was het Britse Rutherford Appleton Laboratory uit Chilton in Oxfordshire.

## De satelliet
IRAS was een veel grotere satelliet dan ANS, de eerste Nederlandse satelliet. In 1983 was het zelfs de grootste satelliet die tot op dat moment in Europa was gebouwd. Bij de lancering woog IRAS 1083 kilogram, had een hoogte van 3,86 meter en een breedte van 2,16 meter met dichtgeklapte zonnepanelen. IRAS bestond voornamelijk uit twee grote onderdelen, de infraroodtelescoop en het door Nederland geleverde ruimtevoertuig ("spacecraft"), inclusief de zonnepanelen. Met een gewicht van ruim 800 kilogram vormde de telescoop het grootste gedeelte van de satelliet.
De zonnepanelen leverden totaal 500 watt elektrisch vermogen waarvan 250 watt continu nodig was. Het overschot werd opgeslagen in een nikkel-cadmium accu, die aan de buitenzijde van het ruimtevoertuig was bevestigd. Het ruimtevoertuig bevatte alle apparatuur ten behoeve van de standregeling, registratie van de astronomische waarnemingen en de communicatie met de Aarde. Vrijwel alle taken van het ruimtevoertuig werden aangestuurd door twee boordcomputers die vanaf de grond opnieuw geprogrammeerd konden worden.
De belangrijkste taak van het standregelingssysteem was ervoor zorg te dragen dat de telescoop nooit in de richting van de Aarde of de Zon zou kijken: blootstelling van de zeer gevoelige infrarooddetectoren aan deze hemellichamen zou onherstelbare schade aangericht hebben.

## Apparatuur en waarnemingen
IRAS had aan boord een Ritchey-Chrétien-telescoop met spiegels van beryllium omwille van de lage bedrijfstemperatuur van 4 K. De primaire spiegel had een diameter van 57 cm en een samengestelde brandpuntsafstand van 5,5 m. De lage bedrijfstemperatuur van enkele graden boven het absolute nulpunt (-273,15 graden Celsius) was noodzakelijk om de zwakke bronnen van infraroodstraling uit het heelal waar te kunnen nemen. Was de telescoop niet tot deze lage temperaturen gekoeld, dan zou ze door haar eigen warmtestraling verblind worden.
De koeling vond plaats door de hele telescoop, inclusief detectoren, te plaatsen in een dewarvat dat gevuld was met 475 liter vloeibaar helium. De telescoop was op meerdere wijzen afgeschermd van andere bronnen van warmtestraling zoals de Aarde en de Zon. De kijkrichting stond loodrecht op de Zon en de Aarde, waarbij de zonnepanelen van IRAS een dubbelrol vervulden als zonnescherm voor het dewarvat. Een grote zonnekap in de vorm van een afgeschuinde kegel voorkwam dat strooilicht in de telescoop terecht zou komen. Ten slotte was het ruimtevoertuig zelf met meerdere lagen isolatiemateriaal gescheiden van de telescoop.
Al deze maatregelen bleken zeer effectief, waardoor IRAS een gevoeligheid bereikte die het in theorie mogelijk maakte de warmtestraling van een fietslampje op 5000 km afstand waar te nemen.
De waarnemingen vonden plaats met het hoofdinstrument, dat bestond uit 62 elementen met filters, en het Nederlandse DAX-instrument (Dutch Additional eXperiment) met een spectrometer en fotometer. Beide gebruikten golflengten van 12, 25, 60 en 100 micrometer voor waarnemingen. Om vervuiling van de detector met stof te voorkomen was het dewarvat vacuüm getrokken en hermetisch afgesloten met een deksel. Enkele dagen na de lancering werd dit deksel afgeschoten en begon IRAS met observaties.
Door het hoofdinstrument werden uiteindelijk ruim 350.000 individuele bronnen gedetecteerd, zoals sterren, sterrenstelsels, interstellair stof en enkele onbekende objecten, met een nauwkeurigheid van 20 boogseconden. Bovendien werden enkele duizenden objecten aan een nadere inspectie onderworpen met behulp van het Nederlandse DAX-instrument. De bedrijfstemperatuur van de detectoren lag op 2 K, ofwel 2 graden boven het absolute nulpunt. De waarnemingen genereerden ruim 100 megabyte (MB) informatie per dag, die tijdelijk werd opgeslagen op twee datarecorders aan boord van de satelliet. Eens in de twaalf uur passeerde IRAS over het grondstation in Groot-Brittannië en werden de opgeslagen data 'gedumpt', met een snelheid van 1 miljoen bits per seconde. Na de datadump werd het observatieprogramma voor de volgende 12 uren naar de satelliet gestuurd en opgeslagen in de boordcomputer. IRAS verrichtte zijn observaties dus volledig geautomatiseerd en zelfstandig.

## Baan
De satelliet werd door een Amerikaanse Delta-3910 raket in een polaire, cirkelvormige schemerbaan om de Aarde geplaatst. De inclinatie van de baan was 99 graden, en de baanhoogte 900 km. De satelliet draaide in 103 minuten om de Aarde. Gedurende de missie werd 96 procent van de hemel tweemaal gescand. Daarbij overlapten opeenvolgende scans elkaar met 50 procent, zodat ieder gescand gedeelte van de hemel uiteindelijk vier keer door IRAS is "gezien".

### Bijna botsing
De satelliet zweeft anno 2020 nog altijd onbestuurbaar in een baan om de aarde. Op 29 januari 2020 om 23:39 UTC passeerde IRAS de eveneens buiten gebruik gestelde NRO-satelliet GGSE-4 uit de jaren 1960. De kans op een botsing met een relatieve snelheid van 14,7 kilometer per seconde werd een dag tevoren met een op tien relatief hoog ingeschat. Enkele uren voor de passage werd de kans op een botsing bijgesteld tot een op twintig en de verwachte minimum afstand van 15 meter naar 47 meter. Amateur astronomen die vanuit het noordoosten van de Verenigde Staten de passage observeerden meldden beide satellieten hun weg onveranderd vervolgden. U.S. Space Command bevestigde enkele uren later dat er geen botsing had plaatsgevonden. De situatie benadrukte welweer eens dat ruimteschroot een toenemend probleem is omdat puinwolken van gebotste satellieten potentieel weer andere satellieten kunnen uitschakelen.

## Resultaten

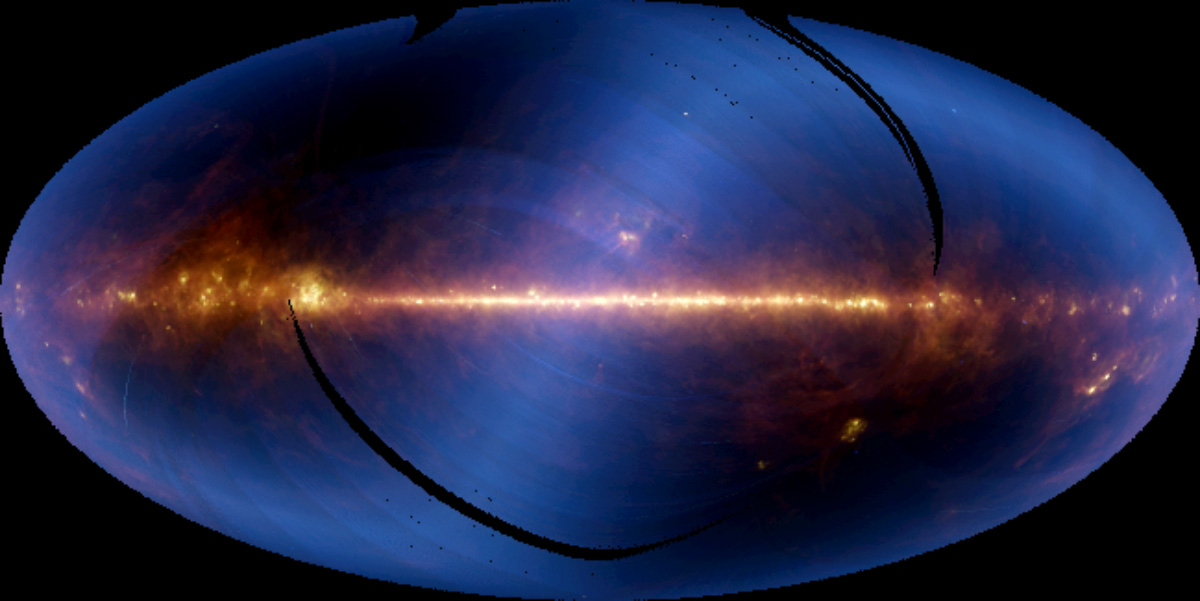
IRAS kaart van de Melkweg. Blauw: 12 micrometer, groen: 60 micrometer, rood: 100 micrometer

Het belangrijkste resultaat van de IRAS missie was de eerste overzichtskaart van de hemel in het infrarode spectrum. Verdere resultaten waren onder andere:
- De ontdekking van de aanwezigheid van stofschijven rond bepaalde hoofdreekssterren (zoals Wega).
- De ontdekking van objecten aan de hemel die alleen in het infrarood zichtbaar zijn.
- De ontdekking van sterrenstelsels met een extreem grote infraroodhelderheid.
- De ontdekking van zes nieuwe kometen. De eerste van deze was de heldere komeet IRAS-Araki-Alcock die in mei 1983 werd ontdekt.
- De ontdekking van drie nieuwe planetoïden: '(3200) Phaeton', '3728 IRAS' en '(10714) 1983 QG' (ook bekend als '1979 YL9').

Met de data van IRAS werd de eerste hemelatlas op infrarode golflengten samengesteld door het Laboratorium voor Ruimteonderzoek in Groningen in samenwerking met het Jet Propulsion Laboratory (JPL) in Pasadena in de Verenigde Staten.

De IRAS-resultaten bleken in de loop van de jaren tachtig van zeer groot belang te zijn voor de kosmologie, aangezien IRAS een zeer groot aantal sterrenstelsels had waargenomen zonder hinder te ondervinden van galactische absorptie. Het succes van IRAS was zelfs zo groot, dat in de jaren nadien meerdere opvolgers zijn gelanceerd, zoals de Europese ISO satelliet in 1995 en de Amerikaanse Spitzer satelliet in 2003. In 2006 en 2007 werd een nieuwe 'all-sky survey' uitgevoerd door de Japanse AKARI satelliet. De planetoïde (3728) IRAS is vernoemd naar IRAS.